# Agriornis micropterus
Gaúcho-cinzento ou gaúcho-de-barriga-cinza (Agriornis micropterus) é uma espécie de ave da família Tyrannidae.
Pode ser encontrada nos seguintes países: Argentina, Bolívia, Chile, Paraguai, Peru e Uruguai.

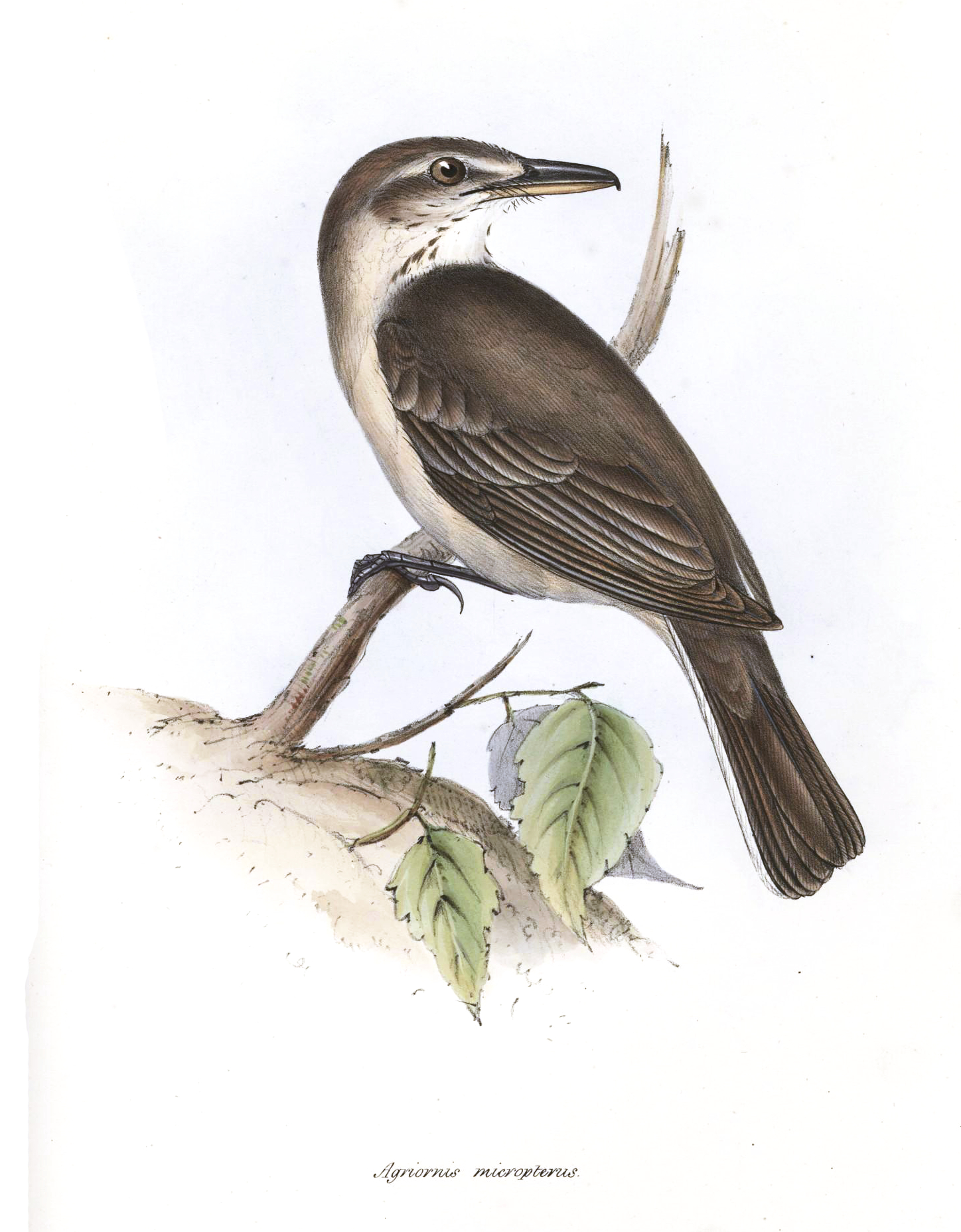

Os seus habitats naturais são: matagal árido tropical ou subtropical, matagal tropical ou subtropical de alta altitude e campos de altitude subtropicais ou tropicais.